# Term
In der Mathematik ist ein Term eine sinnvolle Kombination aus Zahlen, Variablen, Symbolen für mathematische Verknüpfungen und Klammern. Ausgangspunkt sind die atomaren Terme, zu denen alle Zahlen (Konstanten) und Variablen gehören. Terme können als die syntaktisch korrekt gebildeten Wörter oder Wortgruppen in der formalen Sprache der Mathematik gesehen werden.
In der Praxis wird der Begriff häufig benutzt, um über einzelne Bestandteile einer Formel oder eines größeren Terms zu reden. So redet man bspw. bei einer linearen Funktion {\displaystyle f(x)=mx+b} von einem linearen Term {\displaystyle mx} und einem konstanten Term {\displaystyle b}.

## Umgangssprachliche Erklärung
Der Begriff „Term“ wird umgangssprachlich für alles verwendet, das eine Bedeutung trägt. Im engeren Sinn sind mathematische Gebilde gemeint, die man prinzipiell ausrechnen kann, zumindest wenn man den darin enthaltenen Variablen Werte zugewiesen hat. So ist zum Beispiel {\displaystyle (x+y)^{2}} ein Term, denn weist man den darin enthaltenen Variablen {\displaystyle x} und {\displaystyle y} jeweils einen Wert zu, so erhält auch der Term einen Wert. Statt Zahlen können hier auch andere mathematische Objekte in Betracht kommen, so ist etwa {\displaystyle (p_{1}\vee \neg p_{2})\wedge p_{3}} ein Term, der einen Wert erhält, wenn man den booleschen Variablen {\displaystyle p_{1},p_{2},p_{3}} einen Wahrheitswert zuordnet. Im Normalfall (einsortige Logik) nimmt die genaue mathematische Definition allerdings keinen Bezug auf die möglichen Wertzuweisungen, wie unten ausgeführt wird.
Grob kann man sagen, dass ein Term eine Seite einer Gleichung oder Relation, z. B. einer Ungleichung, ist. Die Gleichung oder Relation selbst ist kein Term, sie besteht aus Termen.
Mit Termen können üblicherweise folgende Operationen ausgeführt werden:
- ausrechnen (dabei löst man Klammern von innen nach außen auf): {\displaystyle (2+3)^{2}=5^{2}=25}
- nach bestimmten Rechenregeln umformen: {\displaystyle (x+y)^{2}=x^{2}+2xy+y^{2}} durch Anwendung des Distributivgesetzes und einiger anderer „erlaubter“ Regeln.
- miteinander vergleichen, falls Relationen für die passenden Typen definiert sind: {\displaystyle 2xy\leq x^{2}+y^{2}}
- ineinander einsetzen (oft wird ein Term anstelle einer Variable eines anderen Terms eingesetzt). Eine spezielle Form der Einsetzung ist die Substitution, bei der ein Term mit Variablen durch einen anderen Term mit Variablen (meist eine einzelne Variable) ersetzt wird: {\displaystyle (x+y)^{2}} entsteht aus {\displaystyle z^{2}} durch Ersetzung von {\displaystyle z} durch {\displaystyle x+y}.

Häufig werden Terme oder Teilterme nach ihrer inhaltlichen Bedeutung benannt. Im Term {\displaystyle {\tfrac {1}{2}}mv^{2}+mgh}, der in der Physik die mechanische Energie eines Massenpunktes beschreibt, nennt man den ersten Summanden „Kinetische Energie“ und den zweiten „Potentielle Energie“. Oft werden auch charakteristische Eigenschaften zur Benennung herangezogen. So ist mit dem „quadratischen Term“ in {\displaystyle x^{3}+7x^{2}-2x+1} der Teilterm {\displaystyle 7x^{2}} gemeint, weil dies der Teilterm ist, der die Variable {\displaystyle x} in quadrierter Form enthält.

## Formale Definition
Die genaue mathematische Definition eines Terms, wie sie in der mathematischen Logik gegeben wird, benennt Regeln, nach denen Terme aufgebaut werden. Ein Term ist dann jede Zeichenkette, die durch Anwendung solcher Regeln entsteht:
- Jedes Variablensymbol {\displaystyle v} ist ein Term.
- Jedes Konstantensymbol {\displaystyle c} ist ein Term.
- Ist {\displaystyle f} ein {\displaystyle k}-stelliges Funktionssymbol und sind {\displaystyle t_{1},\dotsc ,t_{k}} Terme, so ist {\displaystyle f(t_{1},\dotsc ,t_{k})} ein Term.

Die Menge aller Terme zu einer gegebenen Signatur {\displaystyle {\boldsymbol {S}}} und Variablenmenge {\displaystyle {\mathcal {V}}} sei {\displaystyle {\boldsymbol {\mathcal {T}}}_{{\boldsymbol {S}},{\mathcal {V}}}}, für Terme ohne Variablen ({\displaystyle {\mathcal {V}}=\emptyset }) einfach {\displaystyle {\boldsymbol {\mathcal {T}}}_{\boldsymbol {S}}}.

Durch die Funktionssymbole werden Verknüpfungen verschiedener Stelligkeit zwischen den Elementen von {\displaystyle {\boldsymbol {\mathcal {T}}}_{{\boldsymbol {S}},{\mathcal {V}}}} bzw. {\displaystyle {\boldsymbol {\mathcal {T}}}_{\boldsymbol {S}}} induziert, mit denen diese Mengen von Zeichenketten selbst zu einer algebraischen Struktur, der Termalgebra bzw. Grundtermalgebra werden.

Siehe auch Elementare Sprache #Terme, Logische Formeln.

### Beispiel
{\displaystyle {\tfrac {xy}{4}}} ist ein Term, denn
- {\displaystyle x} und {\displaystyle y} sind Terme (als Variablen),
- {\displaystyle 4} ist ein Term (als Konstante),
- {\displaystyle xy} ist ein Term („{\displaystyle \operatorname {multipliziere} (x,y)}“),
- {\displaystyle {\tfrac {xy}{4}}} ist ein Term (Das Divisionssymbol ist der Bruchstrich ({\displaystyle -}) gleich wie {\displaystyle xy:4}, „{\displaystyle \operatorname {dividiere} (\operatorname {multipliziere} (x,y),4)}“)

## Anwendungen
Bildet man einen Term mit Variablen, so beabsichtigt man in Anwendungen häufig ein Ersetzen dieser Variablen durch bestimmte Werte, die einer gewissen Grundmenge bzw. Definitionsmenge entstammen. Zum Begriff des Terms selbst ist die Angabe einer solchen Menge nach obiger, formaler Definition nicht erforderlich. Man interessiert sich dann nicht mehr für den abstrakten Term, sondern für eine durch diesen Term definierte Funktion in einem bestimmten Modell.
So lautet eine Faustformel zum Ausrechnen des Anhalteweges (Bremsweg plus Reaktionsweg) eines Autos in Metern {\displaystyle \left({\tfrac {x}{10}}\right)^{2}+\left({\tfrac {x}{10}}\cdot 3\right)}. Diese Zeichenkette ist ein Term. Wir beabsichtigen, für {\displaystyle x} die Geschwindigkeit des Autos in km pro Stunde einzusetzen, um den Wert, den der Term dann annimmt, als Bremsweg in Metern zu verwenden.
Wenn ein Auto zum Beispiel 160 km/h fährt, liefert die Formel {\displaystyle \left({\tfrac {160}{10}}\right)^{2}+\left({\tfrac {160}{10}}\cdot 3\right)} einen Anhalteweg von 304 m.
Wir verwenden den Term hier zur Definition der Zuordnungsvorschrift einer Funktion {\displaystyle f\colon \mathbb {R} _{0}^{+}\to \mathbb {R} _{0}^{+}}, {\displaystyle x\mapsto \left({\tfrac {x}{10}}\right)^{2}+\left({\tfrac {x}{10}}\cdot 3\right)}.
Terme selbst sind weder wahr noch falsch und haben auch keine Werte. Erst in einem Modell, das heißt mit Angabe einer Grundmenge für die auftretenden Variablen, können Terme Werte annehmen.

## Algebraische Umformungen
Lange, komplizierte Terme können oft vereinfacht werden, indem man auf sie Rechenregeln anwendet, die den Wert des Terms unverändert lassen, beispielsweise das Kommutativgesetz, Assoziativgesetz oder Distributivgesetz:
{\displaystyle (x+y)(x-y)}    Ausmultiplizieren
{\displaystyle =x^{2}-xy+yx-y^{2}}     Kommutativgesetz anwenden
{\displaystyle =x^{2}-y^{2}}
Der Begriff des Terms sieht gemäß obiger Definition solche Umformungen nicht vor, es handelt sich jeweils um verschiedene Terme. Mit diesen algebraischen Umformungen ist stets gemeint, dass sich die Werte, die ein Term bei Wahl einer bestimmten Grundmenge annehmen kann, durch diese Umformungen nicht ändern. Das hängt von der Grundmenge ab! So sind obige Umformungen nur in solchen Grundmengen korrekt, in denen die verwendeten Gesetze wie zum Beispiel das Kommutativgesetz gelten.
Solche algebraischen Umformungen werden trotzdem Termumformungen genannt, da man nach in der vereinbarten Grundmenge geltenden Regeln von einem Term zu einem anderen übergeht, ohne dessen mögliche Werte zu ändern. Es werden damit folgende Ziele verfolgt:
- Vereinfachung von Termen
- Aufpumpen von Termen zur Erzeugung gewünschter Strukturen wie zum Beispiel bei der quadratischen Ergänzung
- Herauspräparieren gewünschter Teilterme wie zum Beispiel bei der Cardanischen Formel: {\displaystyle (u+v)^{3}=u^{3}+v^{3}+3uv(u+v)}

## Abgrenzung zum Ausdruck

### Ausdrücke
Ein Ausdruck ist wie ein Term eine formale Zeichenkette; ihr Aufbau ist gemäß einer Logik definiert, z. B. der Prädikatenlogik. In der Prädikatenlogik erster Stufe mit Gleichheit definiert man:
1. Sind {\displaystyle t_{1},t_{2}} Terme, so ist {\displaystyle t_{1}=t_{2}} ein Ausdruck.
2. Sind {\displaystyle t_{1},\dotsc ,t_{k}} Terme und ist {\displaystyle R} ein {\displaystyle k}-stelliges Relationssymbol, so ist {\displaystyle Rt_{1}\dotso t_{k}} ein Ausdruck.
3. Sind {\displaystyle \varphi } und {\displaystyle \psi } Ausdrücke, so sind auch {\displaystyle (\varphi \land \psi )}, {\displaystyle (\varphi \lor \psi )}, {\displaystyle (\varphi \rightarrow \psi )}, {\displaystyle (\varphi \leftrightarrow \psi )}, {\displaystyle (\exists x\varphi )} und {\displaystyle (\forall x\varphi )} Ausdrücke.[11]

Damit kann man durch mehrfache Anwendung dieser Bildungsgesetze beliebig komplizierte Ausdrücke aufbauen. Nach dieser Definition kann man Terme grob als das beschreiben, was auf einer Seite einer Gleichung stehen oder in eine Relation eingesetzt werden kann; Terme sind genau diese Bestandteile von Ausdrücken.
Die genaue Definition des Ausdrucks hängt von der betrachteten Logik ab, in der Prädikatenlogik zweiter Stufe nimmt man beispielsweise noch das Einsetzen von Termen in Relationsvariablen und Quantifizierungen über Relationen hinzu.

### Beispiel
Zur Beschreibung der reellen Zahlen benutzt man für die Multiplikation das Verknüpfungszeichen {\displaystyle \cdot } und für die Ungleichung das Relationssymbol {\displaystyle \leq }, ferner Konstanten wie 0, 1, 2, … Sind {\displaystyle x,y} Variablen, so sind definitionsgemäß auch
{\displaystyle x\cdot x}, die Konstante 0 und {\displaystyle y} Terme.
Nach Definition des Ausdrucks sind
{\displaystyle x\cdot x=y} und {\displaystyle 0\leq y}
Ausdrücke, denn die erste Zeichenkette ist die Gleichheit zweier Terme; die zweite ist eine Relation, in die zwei Terme eingesetzt wurden. Damit ist auch
{\displaystyle 0\leq y\rightarrow (\exists x(x\cdot x=y))}
ein Ausdruck und schließlich
{\displaystyle \forall y(0\leq y\rightarrow (\exists x(x\cdot x=y)))}
Dieser Ausdruck ist im Modell der reellen Zahlen wahr. Es ist wichtig zu verstehen, dass obiger Aufbau des Ausdrucks kein Beweis ist; es handelt sich lediglich um die Bildung einer Zeichenkette nach gewissen Regeln. Wahr oder falsch kann eine damit einhergehende Aussage erst in einem Modell sein, dort kann sie gegebenenfalls bewiesen werden. Obige Aussage ist im Modell der rationalen Zahlen bekanntlich falsch, denn die rationale Zahl {\displaystyle y=2} ist {\displaystyle \geq 0}, aber es gibt keine rationale Zahl {\displaystyle x}, die {\displaystyle x\cdot x=y} erfüllt.

## Terme in vielsortiger Logik
Bei der Betrachtung heterogener Strukturen wie zum Beispiel Vektorräumen teilt man die Objekte gerne in verschiedene Sorten ein, bei Vektorräumen etwa Vektoren und Skalare. Die auftretenden Terme sind dann nach diesen Sorten zu unterscheiden. Als weitere Komponenten der Theorie kommt daher zunächst eine Menge {\displaystyle T} von Sortenbezeichnern hinzu.
Durch die vielsortige Signatur {\displaystyle {\boldsymbol {S}}} wird den Symbolen nicht nur eine einfache Stelligkeitszahl zugeordnet, sondern (bei Relationen und Funktionen) eine Sequenz (Tupel) von Argumentsorten, und (bei Konstanten und Funktionen) eine Wertsorte.
Bezüglich der Variablensorten finden sich in der Literatur im Wesentlichen zwei Vorgehensweisen:
1. Es wird eine einzige Variablenmenge {\displaystyle {\mathcal {V}}} vorgesehen. Eine (ggf. nur partielle) Abbildung {\displaystyle \nu :{\mathcal {V}}\not \to T}, die Variablenbezeichnern eine Sorte zuordnet, heißt Variablendeklaration;[13] eine Variable aus dem Definitionsbereich der Variablendeklaration heißt deklariert. Bei der Interpretation kann diese im Skopus (Wirkungsbereich) des jeweiligen Quantors ersetzt werden durch eine lokale Variante (lokal modifizierte Variablendeklaration)[14]
2. Andere Autoren grenzen dagegen die Symbolmengen für die Variablen verschiedener Sorten streng voneinander ab und benutzen jeweils für jede Sorte eine eigene Menge an Variablensymbolen. Die Variablen werden z. B. durch einen Sortenindex gekennzeichnet. Die Zuweisung {\displaystyle \nu } einer Sorte zu einer Variablen ist fest und wird nicht lokal modifiziert.[15]

Eine spezielle Bedeutung kommt – wenn vorhanden – der Sorte der logischen Wahrheitswerte {\displaystyle \{\operatorname {false} ,\operatorname {true} \}} zu, sie sei hier mit {\displaystyle \operatorname {logical} } bezeichnet. Relationen können entsprechend ihrer charakteristischen Funktion als Prädikate aufgefasst werden. Insbesondere entsprechen nullstellige Relationen logischen Konstanten, so wie nullstellige Funktionen einer Bildsorte den Konstanten dieser Sorte entsprechen.
Bei der rekursiven Definition der Terme wird auf deren Sortigkeit Bezug genommen, um die in der Einleitung angesprochenen syntaktischen Eigenschaften zu erzielen: Falsche Sortenbeziehungen erscheinen als Syntaxfehler.

## Ausdrücke in vielsortiger Logik
Ähnlich wie vielsortige Terme werden bei gegebener vielsortiger Signatur die Sorten der Argumente und Bildwerte berücksichtigt. Die rekursive Definition zunächst atomarer und dann allgemeiner Formeln (Ausdrücke) erfolgt nach dieser Maßgabe. Falsche Sortenzuweisungen werden daher als Syntaxfehler ausgewiesen.
Im Fall flexibler Variablendeklaration ist zu beachten, dass im Skopus (Geltungsbereich) der Quantoren lokal modifizierte Variablendeklarationen zum Tragen kommen. Auf diese Weise können in diesem Fall dieselben Variablen für unterschiedliche Sorten genutzt werden. Für den Fall, dass eine Variable {\displaystyle x} bereits außerhalb der Quantoren deklariert ist, d. h. wenn {\displaystyle x} bereits im ursprünglichen Definitionsbereich der Deklaration {\displaystyle \nu } enthalten ist, wird diese lokal überschrieben.

## Termauswertung
Sei gegeben eine {\displaystyle {\boldsymbol {S}}}-Struktur {\displaystyle {\mathcal {A}}} mit Interpretationsfunktion {\displaystyle \alpha },
{\displaystyle {\mathcal {V}}} der Vorrat an Variablennamen. Im vielsortigen Fall sei zusätzlich gegeben eine Variablendeklaration mittels einer (ggf. nur partiellen) Abbildung {\displaystyle \nu {:}\ {\mathcal {V}}\not \to T}.
Sei nun gegeben eine Variablenbelegung (auch Variablenzuweisung) {\displaystyle \beta }. Im einsortigen Fall ist das eine (eventuell nur partielle) Abbildung {\displaystyle \beta {:}\ {\mathcal {V}}\not \to A}, im vielsortigen Fall sei für jede Variable {\displaystyle x} das Bild (sofern zugewiesen) ein Element des Wertebereichs der deklarierten Sorte: {\displaystyle \beta (x)\in A_{\nu (x)}}.
Durch die Variablenbelegung {\displaystyle \beta } wird den Termen {\displaystyle t} ein Wert {\displaystyle [\![t]\!]} zugeordnet wie folgt:
- {\displaystyle [\![\color {blue}x\color {black}]\!]=\beta (\color {blue}x\color {black})} für Variablen {\displaystyle \color {blue}x\color {black}\in {\mathcal {V}}},
- {\displaystyle [\![\color {blue}f(t_{1},\dots t_{n})\color {black}]\!]=\alpha (\color {blue}f\color {black})([\![\color {blue}t_{1}\color {black}]\!],\dots [\![\color {blue}t_{n}\color {black}]\!])} für ein Funktionssymbol {\displaystyle \color {blue}f\color {black}} der Stelligkeit {\displaystyle n=\sigma (\color {blue}f\color {black})}.

Zeichen und Zeichenketten über dem Gesamtalphabet sind oben zur Verdeutlichung blau hervorgehoben:
- Auf der linken Seite steht die Auswertung eines Terms, also einer Zeichenkette (endliche Folge von Symbolen).
- Auf der rechten Seite wird eine Funktion (Verknüpfung) {\displaystyle \alpha (f)} angewendet auf ihre Argumente {\displaystyle [\![t_{1}]\!],[\![t_{2}]\!],\dots }.

Konstanten lassen sich als nullstellige Funktionen auffassen, explizit ist
- {\displaystyle [\![c]\!]=\alpha (c)} für Konstanten {\displaystyle c}.

Die Abbildung {\displaystyle [\![\ ]\!]} wird Termauswertung oder Termzuweisung genannt.
Im vielsortigen Fall ergibt die Auswertung eines Terms {\displaystyle t} der (nicht-logischen) Sorte {\displaystyle s} ein Objekt (Element) des Wertebereichs {\displaystyle A_{s}=\alpha (s)}.
Die Termauswertung ist eine mit der Funktionsinterpretation {\displaystyle \alpha |_{\mathcal {F}}} verträgliche Fortsetzung der Variablenbelegung {\displaystyle \beta } und der Konstanteninterpretation {\displaystyle \alpha |_{\mathcal {C}}}. Eine Termauswertung {\displaystyle [\![\ ]\!]} ist durch zwei Parameter festgelegt:
1. die Interpretationsfunktion {\displaystyle \alpha } (steht für die Struktur) und
2. die Variablenbelegung {\displaystyle \beta }

Unter der Voraussetzung, dass die Wertebereiche {\displaystyle A_{s}} paarweise disjunkt sind, sind die Sorten {\displaystyle s=\nu (x)} der belegten Variablen {\displaystyle x} durch ihren Wert {\displaystyle \beta (x)\in A_{s}} eindeutig bestimmt, so dass in diesem Fall die zusätzliche Angabe der Variablendeklaration nicht nötig ist.
Man findet daher auch Notationen in der Art {\displaystyle [\![\ ]\!]_{\alpha ,\beta }}  statt {\displaystyle [\![\ ]\!]}.

## Gültigkeit von Ausdrücken
So wie sich Terme {\displaystyle t} bei gegebener Struktur (ausgedrückt durch {\displaystyle \alpha }) und Variablenbelegung ({\displaystyle \beta }) auf ihren Wert einer (nichtlogischen) Sorte {\displaystyle s} auswerten lassen, lassen sich Ausdrücke {\displaystyle \varphi } auf ihren logischen Wert auswerten. Anstelle von {\displaystyle [\![\varphi ]\!]_{\alpha ,\beta }} ist für diese Gültigkeit von Ausdrücken (auch Wahrheitswert oder Formelzuweisung genannt) die Notation {\displaystyle (\alpha ,\beta )\models \varphi } üblich. Diese Gültigkeit wird implizit durch die folgenden Regeln definiert:
- {\displaystyle (\alpha ,\beta )\models \color {blue}x\color {black}\Leftrightarrow \beta (\color {blue}x\color {black})}   ggf. für logische Variablen {\displaystyle \color {blue}x\color {black}\in {\mathcal {V}}}[28]
- {\displaystyle (\alpha ,\beta )\models \color {blue}t_{1}=t_{2}\color {black}\Leftrightarrow [\![\color {blue}t_{1}\color {black}]\!]_{\alpha ,\beta }\color {red}=\color {black}[\![\color {blue}t_{2}\color {black}]\!]_{\alpha ,\beta }} für Terme {\displaystyle \color {blue}t_{1}\color {black},\color {blue}t_{2}\color {black}}[29]
- {\displaystyle (\alpha ,\beta )\models \color {blue}R(t_{1},\dots t_{k})\color {black}\Leftrightarrow ([\![\color {blue}t_{1}\color {black}]\!]_{\alpha ,\beta },\dots [\![\color {blue}t_{k}\color {black}]\!]_{\alpha ,\beta })\in \alpha (\color {blue}R\color {black})}   für ein Relationssymbol {\displaystyle \color {blue}R\color {black}} der Stelligkeit {\displaystyle k=\sigma (\color {blue}R\color {black})} und Terme {\displaystyle \color {blue}t_{1}\color {black},\dots \color {blue}t_{k}\color {black}}, insbesondere

{\displaystyle (\alpha ,\beta )\models \color {blue}R\color {black}\Leftrightarrow \epsilon \in \alpha (\color {blue}R\color {black})\Leftrightarrow \alpha (\color {blue}R\color {black})\neq \emptyset \Leftrightarrow \alpha (\color {blue}R\color {black})}   ggf. für logische Konstanten, d. h. nullstellige Relationen
- {\displaystyle (\alpha ,\beta )\models \color {blue}\neg \varphi \color {black}\ \ \Leftrightarrow \ \ \color {red}\neg \color {black}(\alpha ,\beta )\models \color {blue}\varphi \color {black}} für Ausdrücke {\displaystyle \varphi }
- {\displaystyle (\alpha ,\beta )\models \color {blue}\varphi \lor \psi \color {black}\ \ \Leftrightarrow \ \ ((\alpha ,\beta )\models \color {blue}\varphi \color {black})\ \;\color {red}\lor \color {black}\ \;((\alpha ,\beta )\models \color {blue}\psi \color {black})} für Ausdrücke {\displaystyle \color {blue}\varphi \color {black},\color {blue}\psi \color {black}}
- {\displaystyle (\alpha ,\beta )\models \color {blue}\varphi \land \psi \color {black}\ \ \Leftrightarrow \ \ ((\alpha ,\beta )\models \color {blue}\varphi \color {black})\ \;\color {red}\land \color {black}\ \;((\alpha ,\nu )\models \color {blue}\psi \color {black})}
- {\displaystyle (\alpha ,\beta )\models \color {blue}\varphi \to \psi \color {black}\ \ \Leftrightarrow \ \ ((\alpha ,\beta )\models \color {blue}\varphi \color {black})\ \;\color {red}\to \color {black}\ \;((\alpha ,\beta )\models \color {blue}\psi \color {black})}
- {\displaystyle (\alpha ,\beta )\models \color {blue}\varphi \leftrightarrow \psi \color {black}\ \ \Leftrightarrow \ \ ((\alpha ,\beta )\models \color {blue}\varphi \color {black})\ \;\color {red}\leftrightarrow \color {black}\ \;((\alpha ,\beta )\models \color {blue}\psi \color {black})}
- {\displaystyle (\alpha ,\beta )\models \color {blue}\forall \;x:s\ \varphi \color {black}\ \ \Leftrightarrow \ \ \color {red}\forall \color {black}\;a\in A_{\color {blue}s\color {black}}\color {red}:\color {black}(\alpha ,\beta _{\langle x\mapsto a\rangle })\models \color {blue}\varphi }, wobei {\displaystyle \color {blue}s\color {black}\in T} eine Sorte, {\displaystyle \color {blue}x\color {black}\in {\mathcal {V}}} ein Variablensymbol und {\displaystyle \color {blue}\varphi \color {black}} ein Ausdruck ist, in dem die lokale Variable {\displaystyle \color {blue}x\color {black}} der Sorte {\displaystyle \color {blue}s\color {black}} vorkommt.[31]
- {\displaystyle (\alpha ,\beta )\models \color {blue}\exists \;x:s\ \varphi \color {black}\ \ \Leftrightarrow \ \ \color {red}\exists \color {black}\;a\in A_{\color {blue}s\color {black}}\color {red}:\color {black}(\alpha ,\beta _{\langle x\mapsto a\rangle })\models \color {blue}\varphi }, wobei {\displaystyle \color {blue}s\color {black}}, {\displaystyle \color {blue}x\color {black}} und {\displaystyle \color {blue}\varphi \color {black}} wie zuvor.[31]

Zeichen und Zeichenketten über dem Gesamtalphabet sind oben zur Verdeutlichung blau hervorgehoben, insbesondere gehören dazu die Junktoren und Quantoren auf der linken Seite (Objektsprache).
Die rot markierten auf der rechten Seite sind Abkürzungen für die logische Verknüpfungen etc. der gewöhnliche Sprache (Metasprache), mit der der Sachverhalt dargestellt wird, also für „und“, „oder“, „es gibt ein“, „für alle“, „ist gleich“, etc. Zur Unterscheidung von den Quantorsymbolen {\displaystyle \color {blue}\forall \color {black}\dots ,\color {blue}\exists \color {black}\dots } der Objektsprache könnten hier z. B. auch {\displaystyle \color {red}\textstyle \bigwedge \limits _{\color {black}\dots }\color {black},\color {red}\textstyle \bigvee \limits _{\color {black}\dots }} Verwendung finden.
Der Wahrheitswert von Sätzen (geschlossenen Ausdrücken, d. h. ohne freie Variablen) hängt nicht von der Variablenbelegung ab.
In der Prädikatenlogik zweiter Stufe mit Relationsvariablen kommen noch zwei weitere Regeln hinzu, in vielsortigen Normalfall sind das:
- {\displaystyle (\alpha ,\beta )\models \color {blue}\forall \;X:t\ \varphi \color {black}\ \ \Leftrightarrow \ \ \color {red}\forall \color {black}\;R\subseteq \textstyle \prod A\circ {\color {blue}t\color {black}}\color {red}:\color {black}(\alpha ,\beta _{\langle X\mapsto R\rangle })\models \color {blue}\varphi }, wobei {\displaystyle \color {blue}t\color {black}\in T^{*}} der Argumenttyp ist, {\displaystyle \color {blue}X\color {black}\in {\mathcal {R}}} ein Relationsvariablensymbol und {\displaystyle \color {blue}\varphi \color {black}} ein Ausdruck, in dem die lokale Relationsvariable {\displaystyle \color {blue}X\color {black}} vom Typ {\displaystyle \color {blue}t} vorkommt.[33]
- {\displaystyle (\alpha ,\beta )\models \color {blue}\exists \;X:t\ \varphi \color {black}\ \ \Leftrightarrow \ \ \color {red}\exists \color {black}\;R\subseteq \textstyle \prod A\circ {\color {blue}t\color {black}}\color {red}:\color {black}(\alpha ,\beta _{\langle X\mapsto R\rangle })\models \color {blue}\varphi }, wobei {\displaystyle \color {blue}t\color {black}\in T^{*}}, {\displaystyle \color {blue}X\color {black}} und {\displaystyle \color {blue}\varphi \color {black}} wie zuvor.[33]

Im einsortigen Fall kann das kartesische Produkt der Trägermengen  {\displaystyle \textstyle \prod A\circ {\color {blue}t\color {black}}=A_{\color {blue}t_{1}\color {black}}\times \dots A_{\color {blue}t_{k}\color {black}}}  zu {\displaystyle A^{k}} mit Stelligkeit {\displaystyle k} vereinfacht werden. Meist werden Relationsvariablen mit fester Stelligkeit benutzt (diese gerne als Index notiert), andernfalls muss die Stelligkeit deklariert werden: Für die Stelligkeit {\displaystyle k\in \mathbb {N} _{0}} wird dann eine symbolische Darstellung aus weiteren Zeichen {\displaystyle \color {blue}i} benötigt mit {\displaystyle \alpha (\color {blue}i\color {black})=k\in \mathbb {N} _{0}}, der Aufwand ist daher gleich oder etwa gleich wie im mehrsortigen Fall.